# أندريه دياز (لاعب كرة قدم برتغالي)
أندريه دياز هو لاعب كرة قدم برتغالي في مركز الدفاع، ولد في 18 أبريل 1992 في البرتغال. شارك مع منتخب البرتغال تحت 17 سنة لكرة القدم ومنتخب البرتغال تحت 19 سنة لكرة القدم ومنتخب البرتغال تحت 20 سنة لكرة القدم. أما مع النوادي، فقد لعب مع نادي أونياو دا ماديرا ونادي ريو أفي ونادي ديبورتيفو داس أيفيس ونادي تيرسينس ‏.

## وصلات خارجية
- أندريه دياز على موقع قاعدة بيانات كرة القدم.إي يو (الإنجليزية)
- أندريه دياز على موقع Soccerway.com (الإنجليزية)